# Miloslaw Metodiew
Miloslaw Metodiew (* 6. September 1992) ist ein bulgarischer Ringer.

## Werdegang
Miloslaw Metodiew begann als Jugendlicher 2001 mit dem Ringen. Er konzentriert sich dabei auf den griechisch-römischenStil und gehört dem Ringerclub Wasil-Georgii Ilijevi Bobrow-Dol an. Trainiert wurde er bisher hauptsächlich von Dim Chusagorow und Walentin Raitschew. Er wurde im Juniorenalter mehrfacher bulgarischer Meister und wiegt als Erwachsener bei einer Größe von 1,91 Metern ca. 122 kg. Der Modellathlet ringt bereits seit 2011 in der deutschen Bundesliga für den AC Lichtenfels.
Bei internationalen Meisterschaften gelang es ihm bisher noch nicht in die Medaillenränge zu kommen. 2012 belegte er aber bei der bulgarischen Meisterschaft im Schwergewicht den 3. Platz und 2013 wurde er hinter Iwan Iwanow bulgarischer Vizemeister. Der bulgarische Ringerverband setzt auf ihn große Hoffnungen, die sich im Jahre 2013 durch sehr gute Platzierungen bei internationalen Turnieren zu bestätigen scheinen. So belegte er z. B. im Juli 2013 beim "Wladyslaw-Pytlasinski"-Memorial in Warschau, einem sehr gut besetzten Turnier, in Schwergewicht hinter dem Olympiadritten Johan Eurén aus Schweden, aber noch vor Iossif Tschugaschwili, Weißrussland und Mihály Deák Bárdos aus Ungarn den 2. Platz.

## Internationale Erfolge
| Jahr | Platz | Wettbewerb                                    | Gewichtsklasse | Ergebnisse                                                                               |
| 2009 | 8.    | Junioren-EM in Tiflis                         | Schwer         | Sieger: Rıza Kayaalp, Türkei vor Dawid Oganessjan, Russland und Eduard Popp, Deutschland |
| 2009 | 15.   | Junioren-WM in Ankara                         | Schwer         | Sieger: Rıza Kayaalp vor Wladimir Ilnizki, Russland                                      |
| 2011 | 5.    | Dan Kolew & Nikola Petrow-Memorial in Burgas  | Schwer         | Sieger: Xenofon Koutsoubas, Griechenland vor Bayram Nigar, Türkei                        |
| 2011 | 12.   | Junioren-EM in Zrenjanin                      | Schwer         | Sieger: WassiliParschin, Russland vor Bayram Nigar                                       |
| 2011 | 14.   | Junioren-WM in Bukarest                       | Schwer         | Sieger: Schota Gogiswanidse, Georgien vor Kiril Grischenko, Weißrussland                 |
| 2012 | 9.    | Dan Kolew & Nikola Petrow-Memorial in Sofia   | Schwer         | Sieger: Iwan Iwanow, Bulgarien vor Lukasz Banak, Polen                                   |
| 2012 | 8.    | Olympia-Qualif.-Turnier in Taiyuan/China      | Schwer         | Sieger: Heiki Nabi, Estland vor Iossif Tschugaschwili, Weißrussland                      |
| 2012 | 5.    | Junioren-EM in Zagreb                         | Schwer         | Sieger: Christian John, Deutschland vor Lewan Arabuli, Georgien                          |
| 2012 | 5.    | Junioren-WM in Pattaya                        | Schwer         | Sieger: Bálint Lám, Ungarn vor Schota Gogiswanidse                                       |
| 2013 | 3.    | Dan Kolew & Nikola Petrow-Memorial in Plowdiw | Schwer         | hinter Ljubomir Dimitrow, Bulgarien und Emin Öztürk, Türkei                              |
| 2013 | 5.    | "Ion-Corneanu"-Memorial in Targiviste         | Schwer         | Sieger: Iwan Iwanow vor Eduard Popp                                                      |
| 2013 | 2.    | "Wladyslaw-Pytlasinski"-Memorial in Warschau  | Schwer         | hinter Johan Eurén, Schweden, vor Iossif Tschugaschwili und Mihaly Deak Bardos, Ungarn   |

## Bulgarische Meisterschaften
(nur Seniorenbereich)
| Jahr | Platz | Gewichtsklasse | Ergebnisse                               |
| 2011 | 5.    | Schwer         | Sieger: Iwan Iwanow vor Momchil Dimitrow |
| 2012 | 3.    | Schwer         | hinter Ljubomir Dimitrow und Sotir Bekow |
| 2013 | 2.    | Schwer         | hinter Iwan Iwanow, vor Sotir Bekow      |

## Erläuterungen
- alle Wettkämpfe im griechisch-römischen Stil
- WM = Weltmeisterschaft, EM = Europameisterschaft
- Schwergewicht, Gewichtsklasse bis 120 kg Körpergewicht